# Manuil Malaxos
Manuil Malaxos (n. 1500, Nafplio, Peloponez, Grecia de Vest și Insulele Ionice⁠(d), Grecia – d. martie 1581, Constantinopol, Imperiul Otoman) a fost un cronicar, istoric și scriitor de lucrări laice și ecleziastice de origine greacă din Imperiul Otoman.
Cea mai importantă lucrare a sa a fost Nomocanonul, un cod de legi bisericești obținut prin compilarea altor documente mai vechi. Nomocanonul a fost extrem de influent în lumea ortodoxă. Va fi una dintre sursele importante ale Pravilei lui Matei Basarab, care va reproduce în mare parte legile sale ecleziastice.